# Podara
Podara (ook wel Podrah genoemd) is een census town in het district Haora van de Indiase staat West-Bengalen. De plaats is gelegen aan de Hooghly.

## Demografie
Volgens de Indiase volkstelling van 2001 wonen er 16.806 mensen in Podara, waarvan 53% mannelijk en 47% vrouwelijk is. De plaats heeft een alfabetiseringsgraad van 78%.